# Bormio
Bormio (lombard : Bormi, romanche : , allemand : Worms im Veltlintal) est une commune située dans la province de Sondrio en Lombardie (Italie), en Haute Valteline. Située dans le parc national du Stelvio, Bormio est une station touristique estivale et hivernale renommée des Alpes, qui a accueilli sur la piste du Stelvio les Championnats du monde de ski alpin en 1985 et 2005.

## Toponymie
Le nom Bormio dérive probablement du mot gaulois « bormo », signifiant « source thermale ». Bormio est connu pour ses bains, mentionnés depuis l'époque des anciens Romains. Il existe trois stations thermales : les thermes de Bormio, situés sur le territoire de Bormio, et deux autres établissements, les Bains Nouveaux et les Bains Vieux, situées sur le territoire de la commune voisine de Valdidentro.

## Géographie

### Territoire
Bormio se trouve près de la frontière suisse.
Le bassin de Bormio a été creusé au cours des siècles par les glaciers et les cours d’eau. Il est entouré de montagnes formant au nord une barrière de calcaire et de dolomie, dont le principal sommet est le Reit (3 075 m).
Bormio se situe à convergence de quatre vallées : le Valdidentro, qui le relie au col de Foscagno, le Valfurva qui le relie au col de Gavia, la vallée de Braulio qui le relie au col de Stelvio et le Valdisotto.
Il se trouve à environ 65 km de Sondrio, dans une direction nord-est.

### Subdivisions
La municipalité est divisée en cinq hameaux :
- Buglio
- Combo
- Dossiglio
- Dossoruina
- Maggiore

### Communes limitrophes
Les communes limitrophes sont  Stelvio, Val Müstair, Valdidentro, Valdisotto et Valfurva.

### Botanique
Dans le parc du Grand Hotel Bagni Vecchi, se trouve une petite colonie de pins Engadins (Pinus engadiniensis), unique en Italie.
À Bormio, le botaniste Martino Anzi a mené ses études sur les cryptogames.

## Histoire

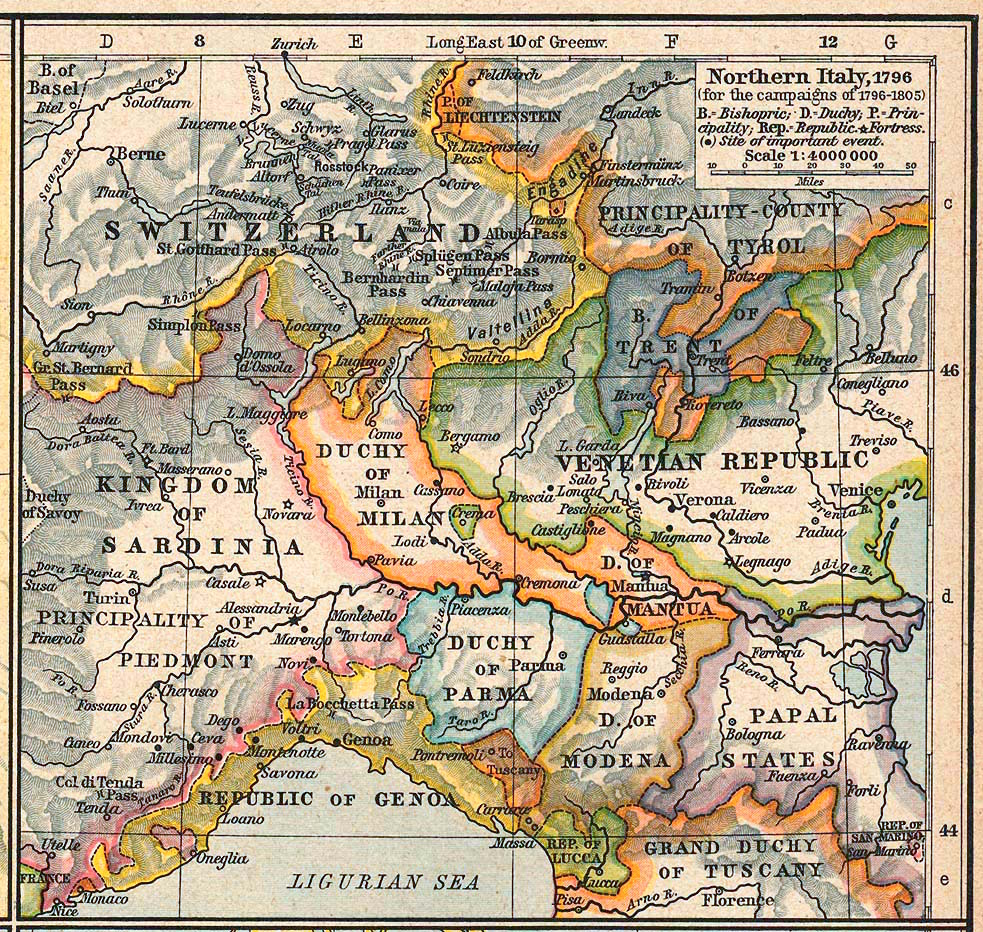
Le nord de la péninsule italienne en 1796.

La première mention de Bormio dans des documents anciens se trouve dans une lettre de Cassiodore. Au Moyen Âge, Bormio était le siège du Contado, territoires qui correspondent aujourd'hui aux municipalités de Valfurva, Valdidentro et Livigno. Le Contado, malgré les tentatives d’acquisition du pouvoir des évêques de Côme et de l’évêché de Coire, a maintenu son indépendance pendant environ trois siècles, du Xe au XIIIe siècle. En 1377, la municipalité retrouva son autonomie et obtint d'importants privilèges. Le pouvoir a été confié au Podestà de Bormio. Il représentait l'autorité supérieure et jouissait d'un pouvoir directif et restrictif. Grâce à sa position stratégique et à la possibilité d'imposer des droits exclusifs sur les marchandises en transit, le développement économique de Bormio fut très rapide. En 1400, la population était de 5 000 habitants, et sur le territoire, il y avait 32 tours. La prospérité dura jusqu'en 1487, lorsque la ville fut assiégée par les Grisons qui devinrent plus puissants grâce à l'accord des Trois Ligues. À partir de ce moment, les Sforza accordèrent également à la République des Trois Ligues la possibilité d'imposer Bormio. Le Contado, en raison de la peste et de l'instabilité politique et militaire de la région, commença à décliner et devint en 1512 un protectorat sous le règne des Trois Ligues. Avec l'arrivée de Napoléon Ier et la campagne d' Italie, l'indépendance du Contado de Bormio prit fin. En 1797, avec la Valtellina, il fut réuni en Lombardie et annexé à la République Cisalpine.
Le 26 mars 1799, le général Dessolles y bat les Autrichiens.

## Monuments et lieux d'intérêt
- Église Collégiale des Saints Gervasio et Protasio : elle est mentionnée dans les documents anciens, dès 803, et a été reconstruite à plusieurs reprises tout au long de l'histoire. L'aspect actuel découle de la reconstruction du XVIIe siècle, après l'incendie dévastateur de 1621 dû à l'armée espagnole. À l'intérieur se trouvent de précieuses œuvres d'art liées aux Alpes et à la Valteline. Le "Compianto" du XVIIe siècle, avec ses nombreuses statues en bois polychrome et ses nombreuses peintures d’artistes datant de la même époque est remarquable. Il convient de noter les deux armoires de style rustique du XVIIe siècle. Dans l'abside, on y trouve deux peintures de Prina datant du XVIIIe siècle.

- Oratoire S.Vitale : Construit en 1196, de style typiquement roman, il porte sur la façade des restes de fresques du XIVe siècle qui représentent les emblèmes des différents artisans.

- Kuerc : il remonte au XIVe siècle, c'était le lieu où, une fois les réunions tenues, la justice était rendue. Les décrets et les peines étaient en fait affichés sur ses colonnes. Il est situé sur la Place Cavour en face de la Collegiale.

## Société

### Évolution démographique
Habitants recensés

### Langues et dialectes
La langue parlée dans la ville est l'italien. Le dialecte de Bormio est également relativement répandu dans la ville. Comme tous les dialectes lombards occidentaux, le dialecte de Bormio est également une langue romane dérivée du latin.

### Traditions et folklore

#### Gabinát
Le Gabinát est une ancienne tradition réalisée le 6 janvier. Des vêpres de la veille à celles du jour de l’Épiphanie, une véritable course se déchaîne parmi la population locale pour dire à ceux qu'ils rencontrent la devise "Gabinat!". Ceux qui n'ont pas prononcer cette parole au plus tard le 17 janvier, jour de la fête de Saint Antoine, doivent "payer" le Gabinát, en offrant des desserts simples ou un verre. La même tradition est présente dans le Val Camonica.

#### Geneiron
Le Geneiron est un rituel d'origine préchrétienne qui a survécu jusqu'à nos jours. Selon la tradition, le soir du 31 janvier, les garçons de Bormio sillonnent les rues du village en traînant des "tolle" dans l’intention de faire du bruit au printemps.

#### Le carnaval de Mat

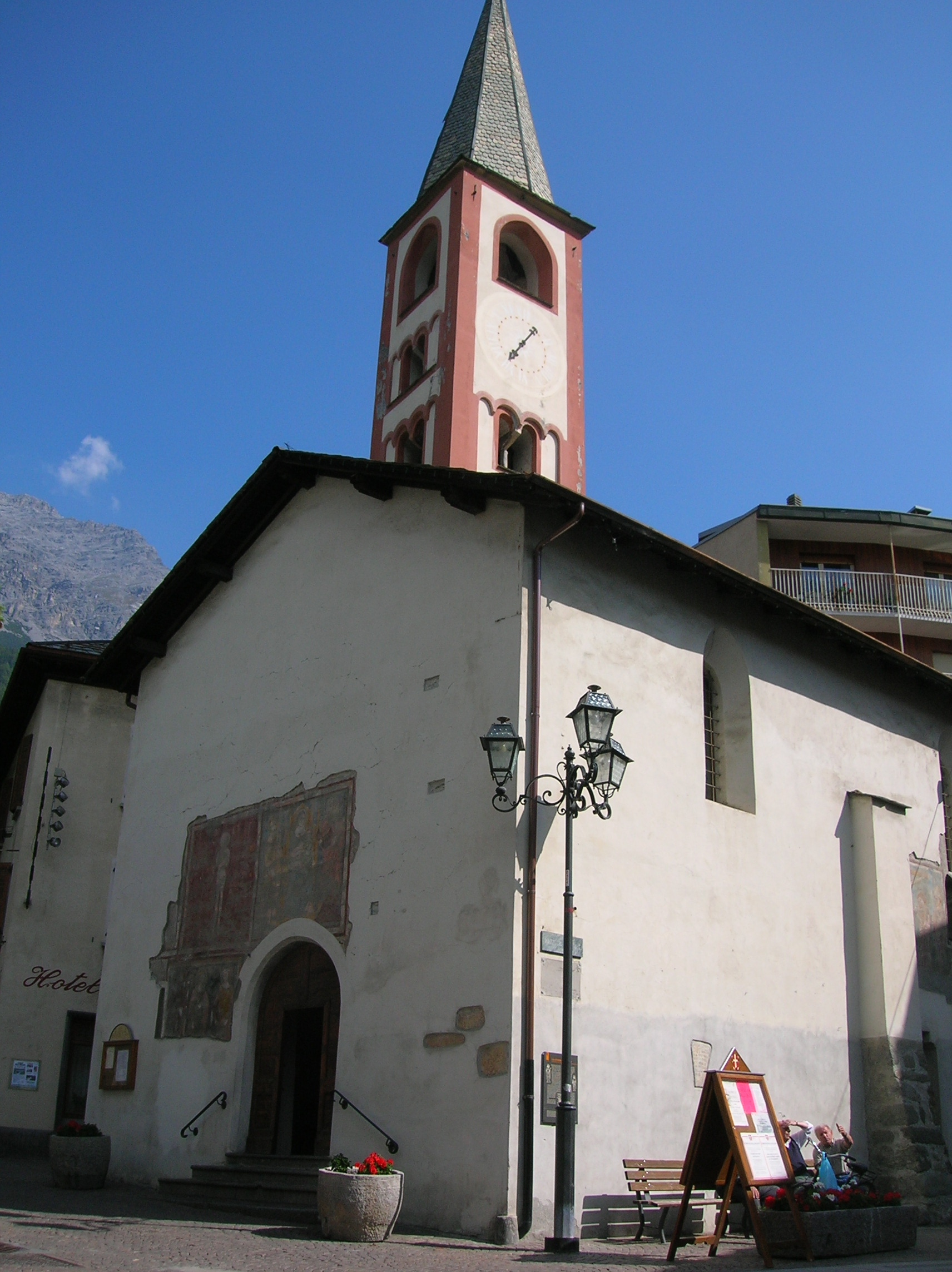
L'église de San Vitale a été construite au XIIe siècle dans un style roman.

Le carnaval de Mat est une ancienne tradition remontant au XVe siècle. À partir du jour de la saint Antoine, et pendant une semaine entière, les mat (jeunes du village) prennent le pouvoir dans le village.
Cette tradition a été abolie pour la première fois en 1755 par un décret des Trois Ligues car le gouvernement des Grisons ne tolérait aucune influence sur le pouvoir. Cependant, une protestation a conduit le gouvernement des Grisons à annuler et remplacer le décret en 1766 par un autre décret dans lequel il était dit que les Trois Ligues n'entendaient pas abolir ces divertissements, à condition que la violence ne soit pas commise. Cette tradition est donc restée suspendue pendant des années, mais elle a été reprise aujourd'hui. Ainsi, chaque année, le podestat de Mat prend symboliquement la place du maire de Bormio pendant un jour et le chef arlequin, au centre de la place, lit les plaintes que les citoyens déposent pendant l'année dans la boîte se situant sur la place du Kuerc.

## Culture

### École

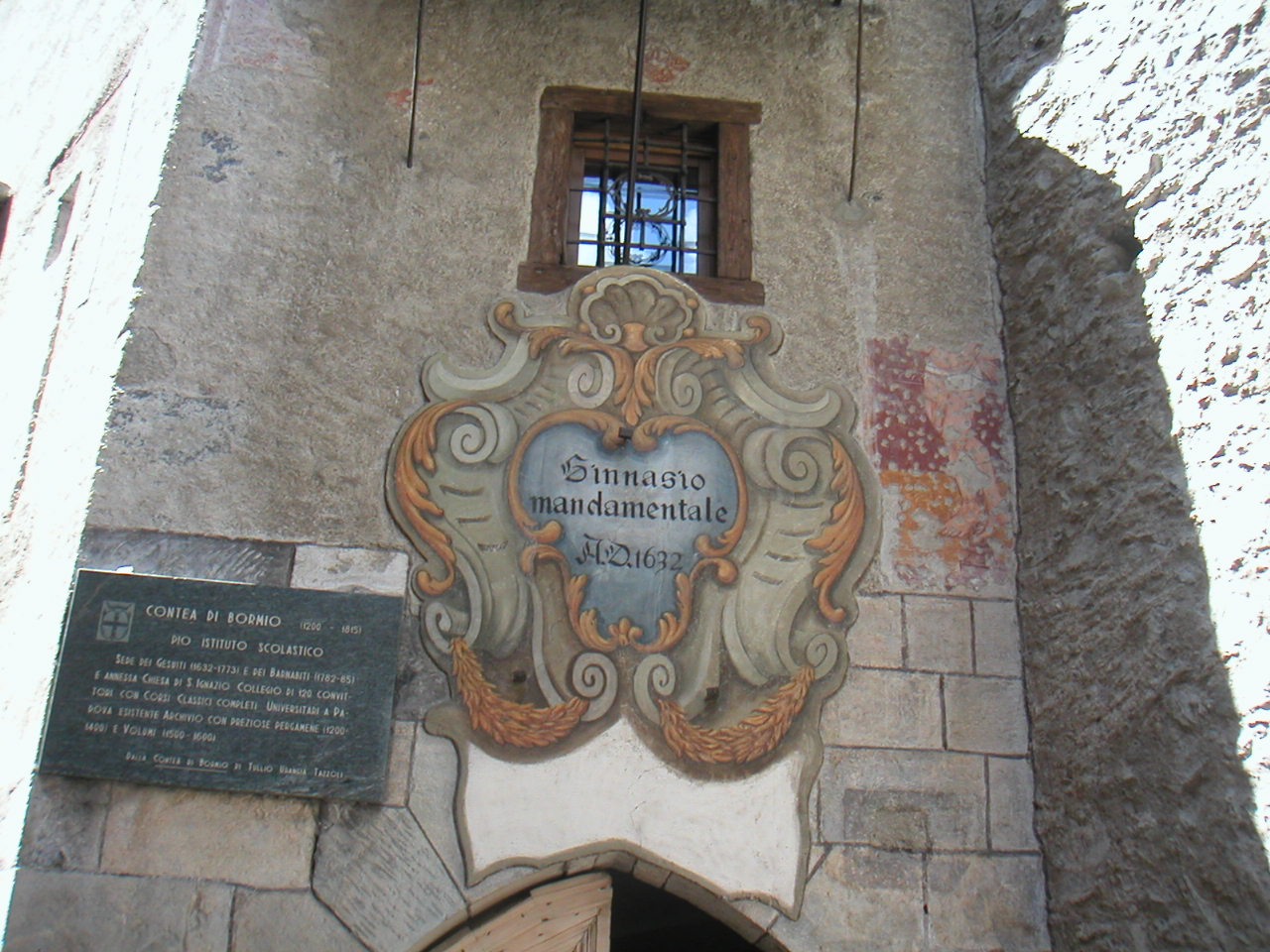
Le gymnase historique de Bormio existant depuis 1632.

Dans la zone municipale, il existe une école primaire, une école secondaire et un institut d’enseignement supérieur. Il existe une école secondaire scientifique, une école supérieure de sciences humaines, l’institue économique technique et l’institut professionnel des services d’état pour l’alimentation, le vin et l’hôtellerie les hôteliers.

### Infrastructures et transports
Le territoire de Bormio est traversé par la route nationale 38 du Stelvio qui, par le col du Stelvio, relie Piantedo à Bolzano. L'ancienne route nationale 300 du col de Gavia débouche sur la route nationale 38l qui conduit à Ponte di Legno.
Les gares ferroviaires les plus proches se trouvent à Tirano, sur les lignes en direction de Sondrio et de St. Moritz. En 2015, il a été annoncé qu'un projet d'extension de la ligne de chemin de fer d'Alta Valtellina à Bormio était prévu, ainsi que la création d'une étude de faisabilité relative à une liaison entre Val Venosta et Valtellina ouverte toute l'année.
En 2016, l'étude de faisabilité pour le tunnel du Stelvio a été confirmée, ce qui devrait n'être que du chemin de fer.

## Sports

### Ski

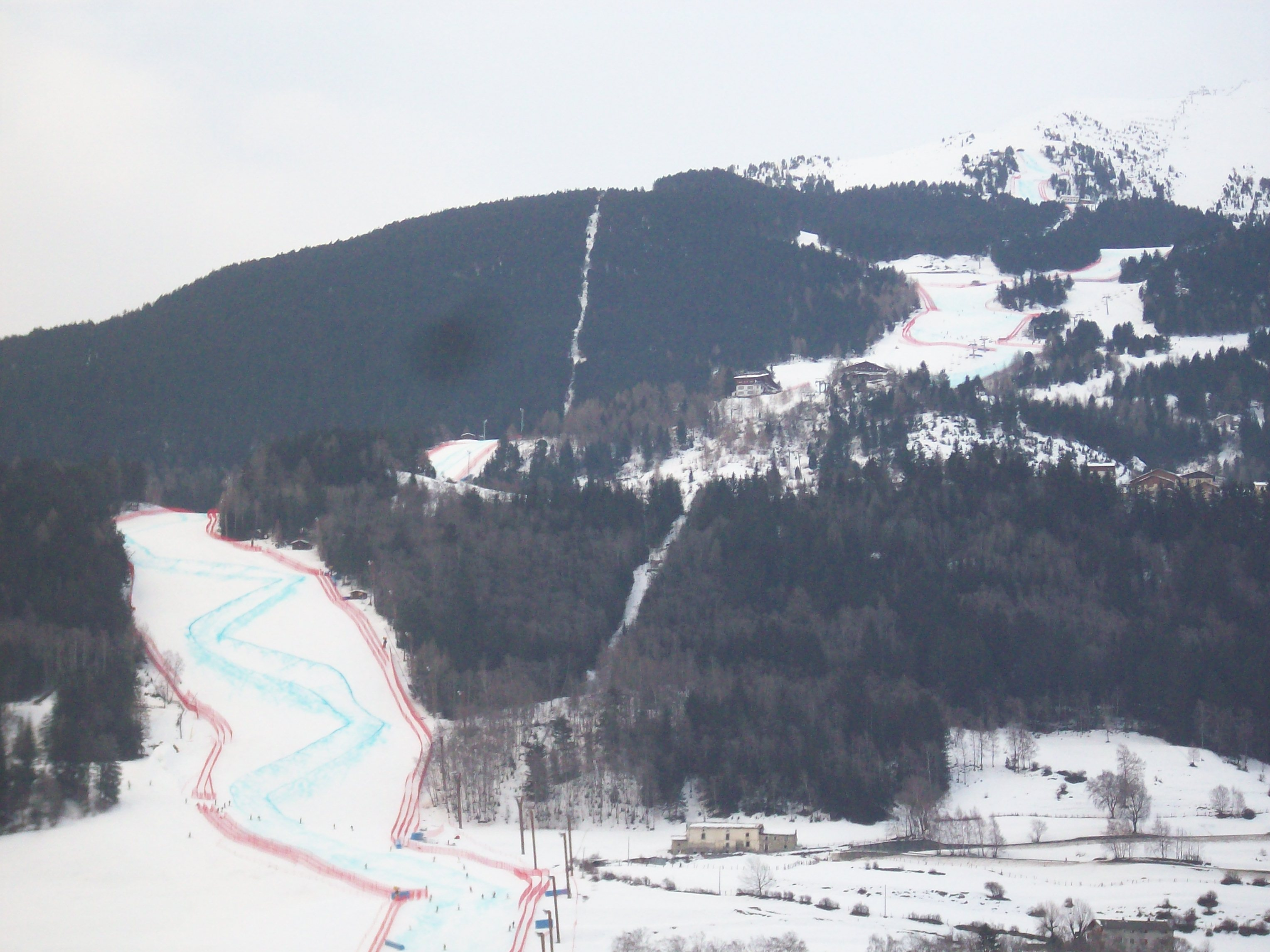
La piste de ski

Bormio est une station de sports d'hiver. Elle possède 11 pistes réparties sur 50 km et 12 km de ski de fond. Au col du Stelvio, le ski peut être pratiqué même en été.
Bormio a été le théâtre de diverses récupérations de courses de Coupe annulées ailleurs. Il a ainsi accueilli sur la piste du Stelvio les championnats du monde de ski alpin en 1985 et 2005, et du 12 au 16 mars 2008, a été accueillie la finale de la Coupe du monde de ski alpin.
Bormio est actif dans le ski puisque la célèbre marque de Ski de randonnée italienne Skitrab y a son siège social. C'est également ici que tous ces produits y sont fabriqués. On parle du Made in Bormio. Un institut familial qui fabrique des produits de qualité et les teste tous dans la station avant de les commercialiser.

### Patinage de vitesse sur piste courte
En 2000, Bormio a été choisi pour accueillir les championnats d'Europe de patinage de vitesse sur piste courte. Les compétitions ont eu lieu dans l’établissement Braulio Palaghiaccio.
L’équipe municipale courte piste est l’ASD Bormio Ghiaccio, l’une des principales pépinières de l’équipe nationale. Dans ce club, les premiers pas de patineurs suivants ont été réalisés : Katia Zini, Mara Zini, Arianna Fontana, Nicola Franceschina, Nicola Rodigari, Yuri Confortola, Claudio Rinaldi, Michele Antonioli, Barbara Baldissera, Marinella Canclini et Martina Valcepina.

### Cyclisme

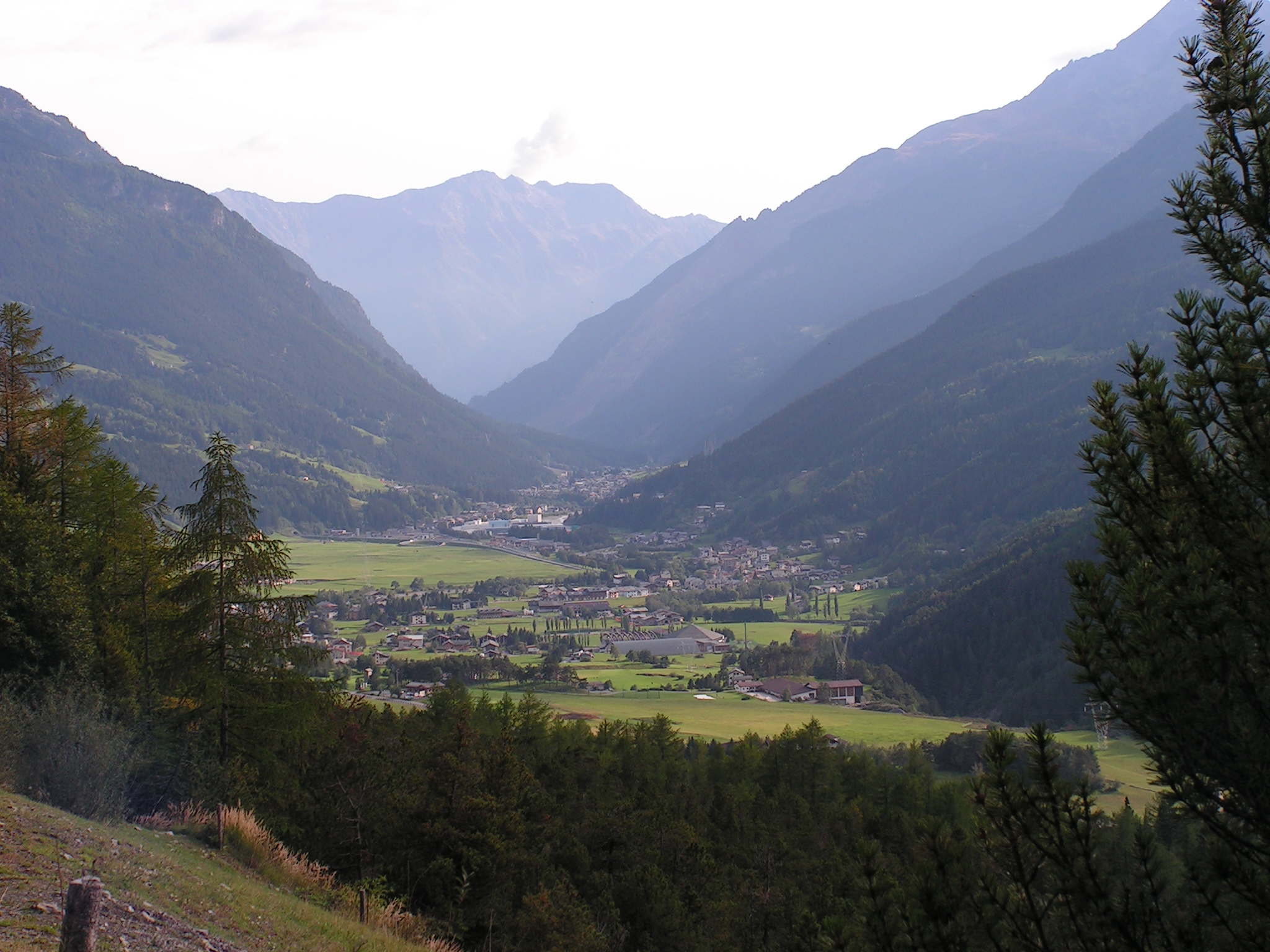
Bormio

Bormio a accueilli sept arrivées du Tour d'Italie.
| Année | Étape | Départ               | km  | Vainqueur de l'étape | Maillot rose         |
| ----- | ----- | -------------------- | --- | -------------------- | -------------------- |
| 1953  | 20ª   | Bolzano              | 125 | Fausto Coppi         | Fausto Coppi         |
| 1960  | 20ª   | Trento               | 229 | Charly Gaul          | Jacques Anquetil     |
| 1961  | 20ª   | Trento               | 275 | Charly Gaul          | Arnaldo Pambianco    |
| 1988  | 14ª   | Chiesa in Valmalenco | 120 | Erik Breukink        | Andrew Hampsten      |
| 2000  | 14ª   | Selva di Val Gardena | 205 | Gilberto Simoni      | Francesco Casagrande |
| 2004  | 18ª   | Cles - Bormio 2000   | 118 | Damiano Cunego       | Damiano Cunego       |
| 2017  | 16ª   | Rovetta              | 227 | Vincenzo Nibali      | Tom Dumoulin         |

En fait, à Bormio, deux montées ont marqué l’histoire du cyclisme et du Tour d'Italie: le col du Stelvio et le col de Gavia.

## Administration
| Période                                  | Période  | Identité                                    | Étiquette    | Qualité |
| ---------------------------------------- | -------- | ------------------------------------------- | ------------ | ------- |
| 1945                                     | 1946     | Francesco Berbenni                          |              |         |
| 1946                                     | 1964     | Italo Occhi                                 |              |         |
| 1964                                     | 1967     | Francesco Berbenni                          |              |         |
| 1967                                     | 1970     | Renzo Pelosi                                |              |         |
| 1970                                     | 1973     | Cardelio Pedrana                            |              |         |
| 1973                                     | 1973     | Marcello Forestieri commissario prefettizio |              |         |
| 1973                                     | 1978     | Italo Occhi                                 |              |         |
| 1978                                     | 1988     | Gianni Confortola                           |              |         |
| 1988                                     | 1991     | Francesco Forte                             |              |         |
| 1991                                     | 1991     | Raffaele Sirico commissario prefettizio     |              |         |
| 1991                                     | 1996     | Renato Pedrini                              |              |         |
| 1996                                     | 2001     | Cardelio Pedrana                            | Lega Nord    |         |
| 2001                                     | 2006     | Renato Pedrini                              | Lista Civica |         |
| 2006                                     | 2010     | Elisabetta Ferro Tradati                    | Lista Civica |         |
| 2010                                     | 2011     | Luigi Scipioni commissario prefettizio      |              |         |
| 2011                                     | 2016     | Giuseppe Occhi                              | Lista Civica |         |
| 2016                                     | En cours | Roberto Volpato                             | Lista Civica |         |
| Les données manquantes sont à compléter. |          |                                             |              |         |

## Jumelages
- Bellpuig (Espagne)
- L'Alpe d'Huez (France)